# Isabela Parmská
Isabella Marie Parmská (italsky: Maria Elisabetta Luisa Antonietta Ferdinanda Giuseppina Saveria Dominica Giovanna Borbone, principessa di Parma) (31. prosince 1741, Madrid – 27. listopadu 1763, Vídeň) byla dcerou Filipa Parmského a první manželkou následníka trůnu habsburské monarchie Josefa II.

## Dětství a rodina

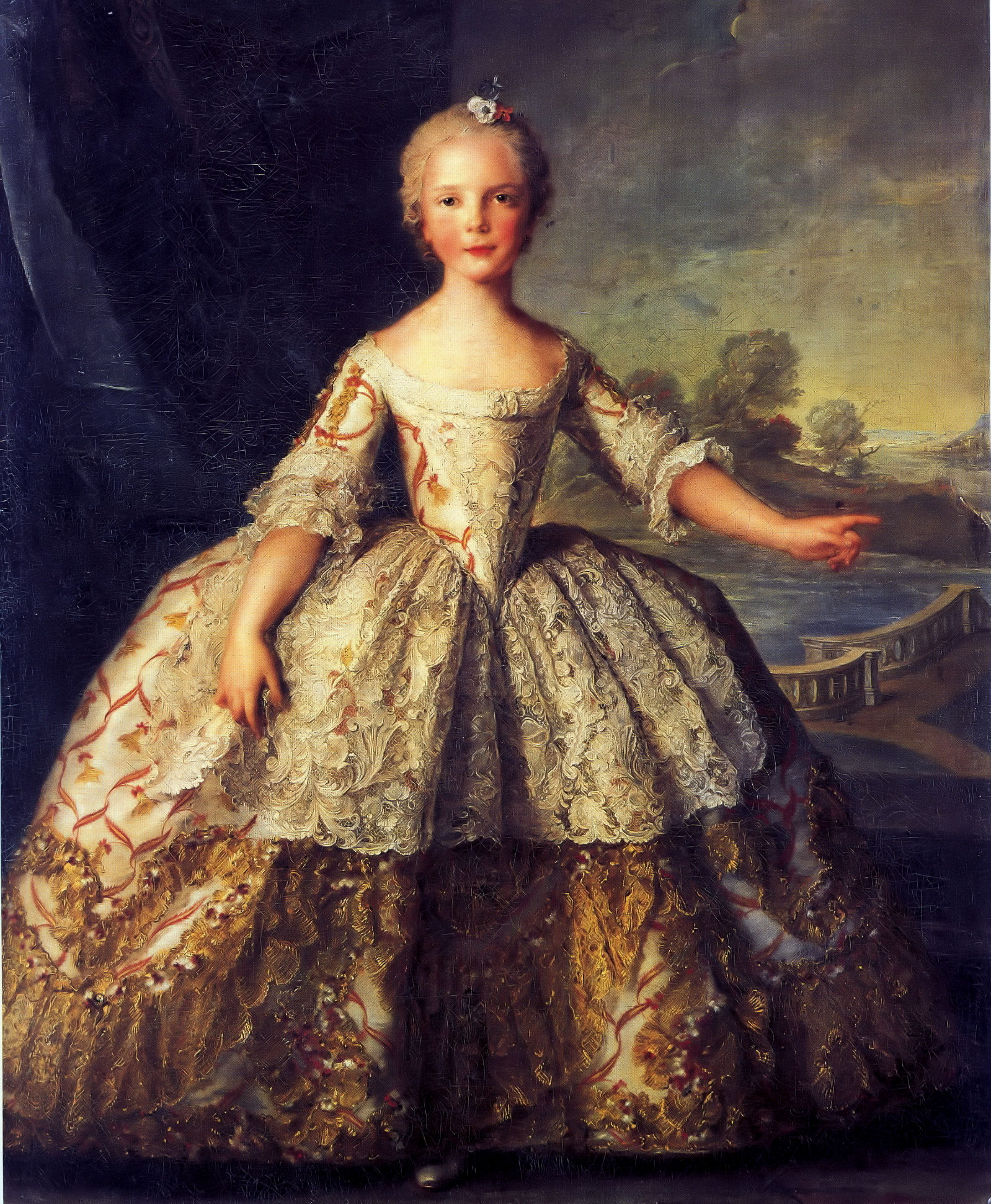
Isabela Parmská jako dítě

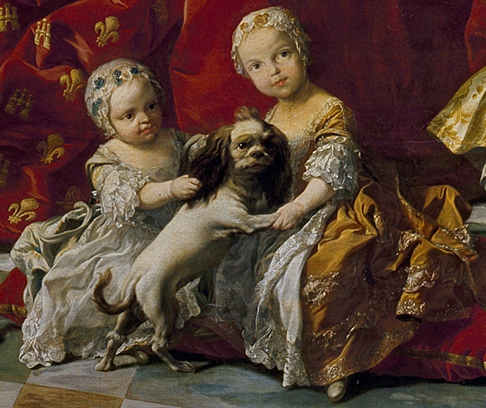
Isabela (vpravo) se svou sestřenicí Marií Isabelou Annou Neapolskou a Sicilskou na obrazu Rodina Filipa V. od Louise Michela van Loo

Isabellin otec Filip byl španělský princ, syn krále Filipa V., její matka Luisa Alžběta byla nejstarší dcerou francouzského krále Ludvíka XV.
Isabela se narodila, když bylo její matce jen čtrnáct let a další dva sourozenci se narodili až o hodně později, po deseti letech. Byli to bratr Ferdinand, budoucí parmský vévoda, a sestra Marie Luisa, která se stala manželkou španělského krále Karla IV.
Malá princezna vyrůstala v Madridu na dvoře svého děda, španělského krále Filipa V. Když se však její otec Filip stal parmským vévodou, přesídlil s rodinou do tohoto panství na severu Itálie.
Isabella se učila hrát na housle a četla mnoho knih od filosofů a teologů, jako byli Jacques-Bénigne Bossuet nebo John Law. Někdy propadala melancholii a když v roce 1759 zemřela její matka, často ji přepadaly myšlenky na smrt.

## Manželka arcivévody Josefa
V říjnu 1760, ve věku osmnácti let, byla Isabella provdána za rakouského arcivévodu Josefa, dědice habsburské monarchie. Parmská princezna rychle okouzlila vídeňský dvůr svým půvabem a inteligencí – dokonce prý řešila složité matematické problémy. Sám Josef si svou manželku hluboce zamiloval, ta ale jeho city neopětovala.

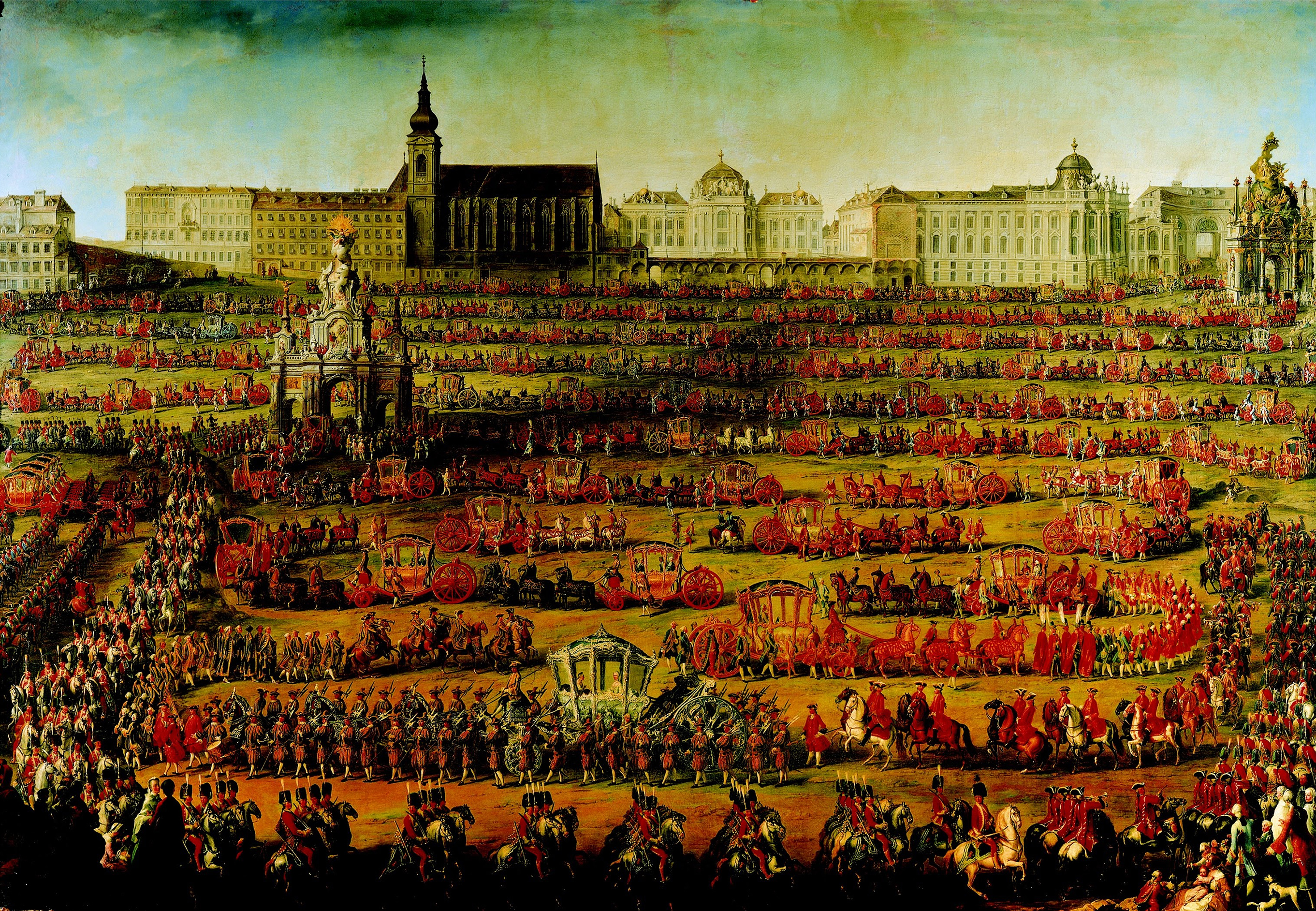
Příjezd Isabelly Parmské do Vídně na svatbu s Josefem.

Isabella a Josefova sestra Marie Kristýna se do sebe zamilovaly. Přestože se viděly každý den, psaly si dokonce dopisy.
V jednom z nich Isabella popisuje svou lásku k Marii Kristýně, o které Josef podle všeho nevěděl: „Píši ti znovu, krutá sestro, ačkoliv jsme se zrovna rozloučily. Nemohu snést to doufání, zda mě uznáš jako osobu hodnou tvé lásky, nebo zda mě raději srazíš do řeky.... Nedokáži myslet na nic jiného, než že jsem hluboce zamilovaná.“ V jiném dopise Isabella píše: „Tvrdili mi, že den začíná Bohem. Já ale začínám den myšlenkou na osobu, kterou miluji, protože na ni myslím neustále.“
V roce 1762 Isabella čekala dítě a trpěla bolestmi hlavy. Josef jako správný manžel ji držel za ruku při porodu a dočkal se dcery, Marie Terezie (1762–1770). Až po šesti týdnech byla Isabella schopná opustit postel.
Její dopisy stále více prozrazovaly fascinaci smrtí: „Smrt je dobrá. Nikdy jsem na ni nemyslela více než teď. Všechno ve mně probouzí touhu brzy zemřít. Bůh zná mé přání odejít ze života, jenž jej musí den co den urážet. Kdyby bylo dovoleno zabít sám sebe, už bych to udělala.“ Později Marii Kristýně napsala: „Smrt ke mně promlouvá jasným hlasem. Po tři dny jsem ten hlas slyšela.“

## Smrt
V roce 1763 Isabella porodila druhou dceru, Marii Kristýnu, pojmenovanou podle její švagrové. Dítě však zemřelo při porodu; Isabella sama je brzy následovala, když v necelých dvaadvaceti letech zemřela na neštovice. Její první dcera Marie Terezie zemřela v lednu 1770 na zápal plic.
Isabella Parmská je pohřbena v Císařské hrobce ve Vídni. Po její předčasné smrti už Josef nebyl schopen navázat žádný užší citový vztah k jiné ženě. K druhému sňatku ho vlastně donutila jeho matka Marie Terezie.
Josefovou druhou manželkou se v roce 1765 stala sestřenice druhého stupně, dcera císaře Karla VII. a Marie Amálie Habsburské – Marie Josefa Bavorská. Brzy po svatbě se Josef stal císařem, když zemřel jeho otec, ani druhé manželství mu ale příliš štěstí nepřineslo a zřejmě ani nebylo konzumováno.

## Vývod z předků
|                      |                                |  |                    |                                      |  |  |  |  |  |  |  | Ludvík XIV. |
|                      |                                |  |                    |                                      |  |  |  |  |  |  |  |             |
|                      | Ludvík Francouzský             |  |                    |                                      |  |  |  |  |  |  |  |             |
|                      |                                |  |                    |                                      |  |  |  |  |  |  |  |             |
|                      |                                |  |                    | Marie Tereza Habsburská              |  |  |  |  |  |  |  |             |
|                      |                                |  |                    |                                      |  |  |  |  |  |  |  |             |
|                      | Filip V. Španělský             |  |                    |                                      |  |  |  |  |  |  |  |             |
|                      |                                |  |                    |                                      |  |  |  |  |  |  |  |             |
|                      |                                |  |                    | Ferdinand Maria Bavorský             |  |  |  |  |  |  |  |             |
|                      |                                |  |                    |                                      |  |  |  |  |  |  |  |             |
|                      | Marie Anna Bavorská            |  |                    |                                      |  |  |  |  |  |  |  |             |
|                      |                                |  |                    |                                      |  |  |  |  |  |  |  |             |
|                      |                                |  |                    | Jindřiška Adéla Savojská             |  |  |  |  |  |  |  |             |
|                      |                                |  |                    |                                      |  |  |  |  |  |  |  |             |
|                      | Filip Parmský                  |  |                    |                                      |  |  |  |  |  |  |  |             |
|                      |                                |  |                    |                                      |  |  |  |  |  |  |  |             |
|                      |                                |  |                    | Ranuccio II. Farnese                 |  |  |  |  |  |  |  |             |
|                      |                                |  |                    |                                      |  |  |  |  |  |  |  |             |
|                      | Eduard Parmský                 |  |                    |                                      |  |  |  |  |  |  |  |             |
|                      |                                |  |                    |                                      |  |  |  |  |  |  |  |             |
|                      |                                |  |                    | Isabela d'Este                       |  |  |  |  |  |  |  |             |
|                      |                                |  |                    |                                      |  |  |  |  |  |  |  |             |
|                      | Alžběta Parmská                |  |                    |                                      |  |  |  |  |  |  |  |             |
|                      |                                |  |                    |                                      |  |  |  |  |  |  |  |             |
|                      |                                |  |                    | Filip Vilém Falcký                   |  |  |  |  |  |  |  |             |
|                      |                                |  |                    |                                      |  |  |  |  |  |  |  |             |
|                      | Dorotea Žofie Falcko-Neuburská |  |                    |                                      |  |  |  |  |  |  |  |             |
|                      |                                |  |                    |                                      |  |  |  |  |  |  |  |             |
|                      |                                |  |                    | Alžběta Amálie Hesensko-Darmstadtská |  |  |  |  |  |  |  |             |
|                      |                                |  |                    |                                      |  |  |  |  |  |  |  |             |
| 'Izabela Bourbonská' |                                |  |                    |                                      |  |  |  |  |  |  |  |             |
|                      |                                |  |                    |                                      |  |  |  |  |  |  |  |             |
|                      |                                |  | Ludvík Francouzský |                                      |  |  |  |  |  |  |  |             |
|                      |                                |  |                    |                                      |  |  |  |  |  |  |  |             |
|                      | Ludvík Francouzský             |  |                    |                                      |  |  |  |  |  |  |  |             |
|                      |                                |  |                    |                                      |  |  |  |  |  |  |  |             |
|                      |                                |  |                    | Marie Anna Bavorská                  |  |  |  |  |  |  |  |             |
|                      |                                |  |                    |                                      |  |  |  |  |  |  |  |             |
|                      | Ludvík XV.                     |  |                    |                                      |  |  |  |  |  |  |  |             |
|                      |                                |  |                    |                                      |  |  |  |  |  |  |  |             |
|                      |                                |  |                    | Viktor Amadeus II.                   |  |  |  |  |  |  |  |             |
|                      |                                |  |                    |                                      |  |  |  |  |  |  |  |             |
|                      | Marie Adelaide Savojská        |  |                    |                                      |  |  |  |  |  |  |  |             |
|                      |                                |  |                    |                                      |  |  |  |  |  |  |  |             |
|                      |                                |  |                    | Anna Marie Orléanská                 |  |  |  |  |  |  |  |             |
|                      |                                |  |                    |                                      |  |  |  |  |  |  |  |             |
|                      | Luisa Alžběta Francouzská      |  |                    |                                      |  |  |  |  |  |  |  |             |
|                      |                                |  |                    |                                      |  |  |  |  |  |  |  |             |
|                      |                                |  |                    | Rafał Leszczyński                    |  |  |  |  |  |  |  |             |
|                      |                                |  |                    |                                      |  |  |  |  |  |  |  |             |
|                      | Stanislav I. Leszczyński       |  |                    |                                      |  |  |  |  |  |  |  |             |
|                      |                                |  |                    |                                      |  |  |  |  |  |  |  |             |
|                      |                                |  |                    | Anna Leszczyńska                     |  |  |  |  |  |  |  |             |
|                      |                                |  |                    |                                      |  |  |  |  |  |  |  |             |
|                      | Marie Leszczyńská              |  |                    |                                      |  |  |  |  |  |  |  |             |
|                      |                                |  |                    |                                      |  |  |  |  |  |  |  |             |
|                      |                                |  |                    | Jan Karol Opaliński                  |  |  |  |  |  |  |  |             |
|                      |                                |  |                    |                                      |  |  |  |  |  |  |  |             |
|                      | Kateřina Opalinská             |  |                    |                                      |  |  |  |  |  |  |  |             |
|                      |                                |  |                    |                                      |  |  |  |  |  |  |  |             |
|                      |                                |  |                    | Zofia Czarnkowska Opalińska          |  |  |  |  |  |  |  |             |
|                      |                                |  |                    |                                      |  |  |  |  |  |  |  |             |